# Paul Ponen Kubi
Paul Ponen Kubi CSC (* 29. Juni 1956 in Madbortek) ist Bischof von Mymensingh.

## Leben
Paul Ponen Kubi trat der Ordensgemeinschaft der Kongregation vom Heiligen Kreuz bei und Papst Johannes Paul II. weihte ihn am 19. November 1986 zum Priester.
Am 24. Dezember 2003 ernannte ihn Papst Johannes Paul II. zum Weihbischof in Mymensingh und Titularbischof von Turris Tamalleni. Der Bischof von Mymensingh, Francis Anthony Gomes, spendete ihm am 13. Februar des nächsten Jahres die Bischofsweihe; Mitkonsekratoren waren Michael Rozario, Erzbischof von Dhaka, und Michael Atul D’Rozario CSC, Bischof von Khulna.
Papst Benedikt XVI. ernannte ihn am 15. Juli 2006 zum Bischof von Mymensingh.